# Merise
MERISE staat voor Méthode d'Étude et de Réalisation Informatique pour les Systèmes d'Entreprise in het Frans, oftewel een Methode voor de Bestudering en de Uitvoering van Bedrijfsinformatiesystemen.

## Geschiedenis
MERISE is ontwikkeld in Frankrijk in het begin van de jaren 80. Tegenwoordig is het in Frankrijk de meest toegepaste methodologie binnen de ontwikkeling van informatiesystemen. Verder wordt het gebruikt in Spanje en Zwitserland.

## Doel
Het doel van Merise is het ontwikkelen van een ontwerpmethodologie voor informatiesystemen, om dataverwerkingsapplicaties die gebruikmaken van databases in een real-time omgeving te produceren. Merise was bedoeld voor private ondernemingen en civiele diensten.

## Faseringen

### 1. Het ontwerp
De ontwerpfase bestaat uit 4 subfasen. Als deze fase is afgerond zijn de functionele en technische specificatie duidelijk.
Deze fasering wordt gedaan aan de hand van drie niveaus:
- Conceptueel niveau.
- Logisch/organisatorisch niveau
- Fysiek niveau

- 1.1. Langetermijnplanning

De doelstelling van de langetermijnplanning is het in beeld brengen van de huidige bedrijfsdoelstelling en informatiebehoeften. Aan de hand van deze informatie kunnen knelpunten worden gevonden. Aan de hand van deze informatie wordt het bedrijf in verschillende deelgebieden die allemaal als verschillend systeem worden gezien. Tijdens de langetermijnplanning worden o.a. strategieën voor de volgende punten gemaakt:
- Informatiebehoeften van de organisatie
- Kwaliteit van het personeel
- Welke apparatuur is er nodig
- Welke software is er nodig
- Kwaliteitsbewaking tijdens de fasen.

- 1.2. Voorstudie

Het doel van de voorstudie is bewijzen dat het informatiesysteem kan voorzien in de informatiebehoeften van de verschillende bedrijfsdomeinen. Hierbij moet ook duidelijk gemaakt worden dat dit systeem in de volledige organisatie past. De doelstelling van deze fase komt overeen met de fase "definitie studie" van de SDM-methode.
- 1.3. Gedetailleerd ontwerp

In deze fase wordt voor elk project (bedrijfsdomein), dat in de voorstudie behandeld is, een gedetailleerd ontwerp gemaakt. Met de voorwaarde dat dit project tijdens de voorstudie is goedgekeurd. Deze fase komt erg overeen met het "Basisontwerp" van de SDM-methode.
- 1.4. Technisch ontwerp

Deze fase komt overeen met de fase "detailontwerp" in SDM. In de fase technisch ontwerp wordt gekeken naar de technische aspecten binnen het bedrijf zoals o.a. hardware, DBMS, OS, etc. Aan de hand van deze gegevens worden verschillende modellen gecreëerd. 

### 2. De realisatie
Deze fase bestaat uit 2 subfases. Als de fase is afgerond is het programma volgens specificaties afgerond en opgeleverd.
- 2.1. Realisatie

De realisatiefase bestaat uit een technische studie en het programmeren.
Een technische studie bestaat uit de volgende producten:
De logische en fysieke beschrijving van de data, waaronder begrepen:
- De bestandsorganisatievorm,
- De toegangssleutel,
- Het ruimtebeslag.

Structuurdiagrammen voor:
- De programma's,
- De taken,
- De (sub)systemen,
- Beveiliging- en herstartprocedures,
- Werk- en tussenbestanden.

Het programmeren beslaat het coderen en testen van de programma's zoals deze in de specificaties zijn aangegeven.
- 2.2. Invoering

De fase invoering bestaat uit 3 fasen:
- Voorbereiding van de invoer, bestaande uit de activiteiten:
  - De overgang van oud naar nieuw
  - Het creëren van basisbestanden
  - Opleiden van de gebruikers
  - Tijdschema voor het opstarten
- Gebruikersorganisatie gereed maken, bestaande uit de activiteiten:
  - Het plaatsen van de apparatuur
  - Het inrichten van de werkplekken
  - Het ondersteunen van de gebruikers.
- Oplevering van het systeem

### 3. Onderhoud
- 3.1. Gebruik en beheer

Deze fase zorgt ervoor dat de systemen planmatig worden geüpdatet aan nieuwe technologie of nieuwe gebruikerswensen. 